# Irfān
Pour les articles homonymes, voir Irfan.
Irfan (arabe/Persan: عرفان) littéralement signifie connaissance. Elle est utilisée pour faire référence au mysticisme dans l'Islam qui s'attache à la connaissance spirituelle directe. Dans ce sens, on peut la rapprocher du terme chrétien gnose.
Dans le Chiisme, ce terme désigne la discipline de la connaissance mystique dans l'enseignement religieux, ce qui le rapproche considérablement du soufisme.
Parmi les plus célèbres philosophes chiites modernes, on trouve les théologiens Muhammad Husayn Tabataba'i et Rouhollah Khomeini. Molla Sadra Shirazi, philosophe iranien du XVIIe siècle est généralement vu comme l'idéologue précurseur de Irfan dans le chiisme.